# Васильевское сельское поселение (Грибановский район)
Васильевское сельское поселение — муниципальное образование в Грибановском районе Воронежской области.
Административный центр — село Васильевка.

## Административное деление
Состав поселения:
- село Васильевка